# Albert Pahimi Padacké
Albert Pahimi Padacké (* 15. listopadu 1966) je čadský politik, v letech 2016 až 2018 předseda vlády Čadu.

## Život a politická kariéra
Padacké se narodil v Gouinu v podprefektuře Pala v listopadu 1966. Získal magisterský titul ve veřejném právu a několik dalších diplomů, včetně certifikátu z univerzity N'Djamena.
Během devadesátých let byl Pahimi Padacké ministrem financí a později ministrem obchodu. V roce 1977 ale byl propuštěn prezidentem Idrissem Débym, který nečekaně navštívil vládní budovy a propustil všechny nepřítomné ministry: Padackého a dva další. Krátce na začátku roku 2001 působil jako ministr financí, když byla ale v dubnu toho roku jmenována nová vláda, získal post ministra dolů, energetiky a ropy. Od srpna 2001 až do června 2002 byl ministrem bez portfeje.
Pahimi Padacké byl v parlamentních volbách v dubnu 2002 zvolen do Národního shromáždění pro demokracii v Čadu (RNDP-Le Réveil) ve volebním obvodu Mayo-Dallah. Od června 2002 do srpna 2005 byl členem Hospodářského a měnového společenství střední Afriky. Ve vládě jmenované 7. srpna 2005 zastával funkci ministra zemědělství.
V roce 2006 kandidoval za RNDP-Le Réveil na post prezidenta. Ve volbách se s 7,82 % hlasů umístil na třetím místě. 29. května, krátce po vyhlášení konečných výsledků, poblahopřál Débyovi k tomu, že zvítězil ve volbách. Hlavní opoziční strany se voleb nezúčastnily a tvrdily, že jsou podvodné.
Od 4. března 2007 byl ministrem spravedlnosti a 23. dubna 2008 získal pozici ministra pošt, informačních technologií a komunikací.
13. února 2016 byl prezidentem Débym jmenován předsedou vlády.
13. března 2024 byl Albert Pahimi Padacké nominován svou stranou Národní shromáždění pro demokracii v Čadu (RNDT-Le Réveil) jako kandidát pro prezidentské volby konané 6. května 2024.